# Südkoreanische Badmintonmeisterschaft 1979
Die Südkoreanische Badmintonmeisterschaft 1979 fand vom 10. bis zum 14. Dezember 1979 in Seoul statt. Es war die 23. Auflage der Titelkämpfe.

## Austragungsort
- Jamsil Gymnasium

## Medaillengewinner
| Disziplin    | Gold                          | Silber                      | Bronze                      |
| ------------ | ----------------------------- | --------------------------- | --------------------------- |
| Herreneinzel | Lee Jae-bok                   | An Sang-woo                 | Lee Eun-ku                  |
| Herreneinzel | Lee Jae-bok                   | An Sang-woo                 | Kwon Seung-taek             |
| Dameneinzel  | Hwang Sun-ai                  | Kam Myung-suk               | Kim Geum-hee                |
| Dameneinzel  | Hwang Sun-ai                  | Kam Myung-suk               | Song Hyang-sun              |
| Herrendoppel | Son Moon-bae Yoo Byung-hwan   | Kwon Seung-taek Lee Eun-ku  | Lee Deuk-choon Han Sung-kwi |
| Herrendoppel | Son Moon-bae Yoo Byung-hwan   | Kwon Seung-taek Lee Eun-ku  | Lee Jae-bok Choi Byung-hak  |
| Damendoppel  | Hwang Sun-ai Kam Myung-suk    | Kang Haeng-suk Jin Sung-ok  | Lee Mi-lim Park Hyun-suk    |
| Damendoppel  | Hwang Sun-ai Kam Myung-suk    | Kang Haeng-suk Jin Sung-ok  | Park Mi-ok Ju Mi-jung       |
| Mixed        | Choi Byung-hak Kang Haeng-suk | Han Sung-kwi Song Hyang-sun | Kim Joong-su Choi Jung-ok   |
| Mixed        | Choi Byung-hak Kang Haeng-suk | Han Sung-kwi Song Hyang-sun | Kim Young-man Lee Mi-lim    |